# Piers Haggard
Piers Haggard (* 18. März 1939 in London, England; † 11. Januar 2023) war ein britischer Film- und Fernsehregisseur.

## Leben
Piers Inigo Haggard, geboren 1939 in London, begann 1966 seine Karriere als Regisseur beim Fernsehen mit der Serie The Newcomers. Haggard inszenierte in seiner vierzigjährigen Laufbahn seit Mitte der 1960er Jahre insgesamt sieben Kinofilme, darunter In den Krallen des Hexenjägers, Das boshafte Spiel des Dr. Fu Man Chu, Die schwarze Mamba, Ein schicksalhafter Sommer oder Conquest – Reise in ein neues Leben und führte selbst zahlreiche Male beim Fernsehen Regie. Seine letzte Regiearbeit lieferte er 2006 für die zweiteilige Rosamunde Pilcher Fernsehverfilmung Die Muschelsucher mit Maximilian Schell und Vanessa Redgrave in den Hauptrollen ab. Sein Schaffen für Film und Fernsehen umfasst mehr als 50 Produktionen.
Neben seiner Karriere als Regisseur in Film und Fernsehen führte er auch mehrmals im Theater die Regie, unter anderen zusammen mit Peter Gaskill beim John Marston Stück The Dutch Courtesan in einer Produktion des Chichester Festival Theatre am National Theatre at Chichester in Sussex, in der Besetzung: Frank Finlay, Billie Whitelaw, John Stride und Joyce Redman.
Er starb im Januar 2023 im Alter von 83 Jahren. Er war der Enkel des bekannten Abenteuerautors H. Rider Haggard, bekannt für Bücher wie König Salomos Schatzkammer (King Solomon's Mines) und Sie (She).
Seine 1978 geborene Tochter Daisy Haggard wurde Schauspielerin.

## Filmografie (Auswahl)

### Kino
- 1969: I Can’t... I Can’t
- 1971: In den Krallen des Hexenjägers (The Blood on Satan's Claw)
- 1979: The Quatermass Conclusion
- 1980: Das boshafte Spiel des Dr. Fu Man Chu (The Fiendish Plot of Dr. Fu Manchu)
- 1981: Die schwarze Mamba (Venom)
- 1988: Ein schicksalhafter Sommer (A Summer Story)
- 1998: Conquest – Reise in ein neues Leben (Conquest)

### Fernsehen
- 1979: Quatermass (Fernsehminiserie, 4 Episoden)
- 1989: Ich kann mein Herz nicht teilen (Fernsehfilm) (The Fulfillment of Mary Gray)
- 1990: Der lange Weg zum Glück (Fernsehfilm) (Back Home)
- 1990: Romantik bevorzugt (Fernsehfilm) (She'll Take Romance)
- 1992: Gut gezielt ist halb getroffen (Fernsehfilm) (Four Eyes and Six-Guns)
- 1994: Experiment des Grauens (Fernsehfilm) (The Lifeforce Experiment)
- 1996: Cambridge Fieber (Fernsehfilm) (Eskimo Day)
- 2001: Jäger und Gejagte (Fernsehfilm) (The Hunt)
- 2006: Die Muschelsucher (Fernsehminiserie, 2 Episoden) (The Shell Seekers)